# جاك بيتي (مؤرخ)
جاك بيتي (بالإنجليزية: Jack Beatty)‏ هو مؤرخ أمريكي، ولد في 1950.